# Ernst Nowak (Schriftsteller)
Ernst Nowak (* 13. März 1944 in Wien) ist ein österreichischer Schriftsteller.

## Leben
Ernst Nowak studierte Bühnen- und Kostümgestaltung an der Wiener Akademie für Angewandte Kunst, danach Germanistik und Geschichte an der Universität Wien. 1974 promovierte er mit einer Arbeit über Franz Kafka zum Doktor der Philosophie. 1979 nahm er am Ingeborg-Bachmann-Wettbewerb in Klagenfurt teil. Nowak lebt heute als freier Schriftsteller in Wien.
Ernst Nowak ist Verfasser von erzählender Prosa, Gedichten, Drehbüchern und Hörspielen.
Ernst Nowak ist Mitglied der IG Autorinnen Autoren. Er erhielt u. a. 1975 den Amstettner Kulturpreis und den Förderpreis für Literatur des Landes Niederösterreich, 1976 ein Staatsstipendium des Österreichischen Bundesministeriums für Unterricht und Kunst sowie 1977 den Förderpreis der Stadt Wien.

## Werke
- Figurenpaar und Trias in den Werken Franz Kafkas, Wien 1974
- Kopflicht, Salzburg 1974 – ISBN 3-7017-0096-6
- Die Unterkunft, Salzburg 1975 – ISBN 3-7017-0144-X
- Entzifferung der Bilderschrift, Baden bei Wien 1977
- Das Versteck, Salzburg [u. a.] 1978 – ISBN 3-7017-0199-7, ISBN 3-935978-11-1
- Stützen, St. Pölten 1981 (zusammen mit Johann Kräftner)
- Addio, Kafka, Salzburg [u. a.] 1987 -ISBN 3-7017-0514-3
- Schubert spielen, Salzburg [u. a.] 1996 – ISBN 3-7017-1026-0
- Franz Rosei – Steine, Ernst Nowak, Felder, Berlin 2003 – ISBN 3-935978-19-7